# Ka Dăng
Ka Dăng is een xã in het district Đông Giang, een van de districten in de Vietnamese provincie Quảng Nam.
Ka Dăng heeft ruim 1000 inwoners op een oppervlakte van 73,5 km². De Con stroomt door Ka Dăng.